# 曖・昧・Me
『曖・昧・Me』（あい・まい・みー）は1990年製作の日本映画。

## 概要
漠然と将来に対する不安を抱く17歳の少女を描いた青春映画。佐藤闘介が監督。裕木奈江の本格映画デビュー作品であり初主演作。
新人映画シナリオコンクールに入選したオリジナル脚本の映画化。撮影は『十九歳の地図』の榊原勝己。

## ストーリー
医者の娘であり福岡の名門女子高に通う薫子（17歳）は、漠然と将来に対する不安を抱いていた。不倫をしている友人の理佳子の気持ちも理解できず、処女である自分自身も重苦しく感じていた。全てが曖昧な薫子を教育実習生の夏美が自分の会員制売春クラブに誘ったことから、薫子の夏が大きく変わっていく。

## 出演
- 阿久津薫子 - 裕木奈江
- 高橋浩 - 早川亮
- 杉田理佳子 - 森川美沙緒
- 園城寺夏美 - 森尾由美
- 桜井静子 - 松元かおり
- 佐伯礼子 - 堀井英子
- 阿久津君子 - 永田陽子
- 女教師 - 沖野由季子
- 勝見教授 - 諸藤浩之
- 産婦人科女医 - 坂口良子
- 阿久津学 - 尾美としのり
- ウインク - WINK
- ホテルの客 - 江藤潤
- 阿久津要 - 佐藤允
- 久藤繁之 - 榎木孝明

## スタッフ
- 監督 - 佐藤闘介
- 脚本 - 伊藤尚子
- 音楽 - 山崎ハコ、 森一美
- 撮影 - 榊原勝己
- 照明 - 磯貝幸男
- 録音 - 本田孜、藤本賢一
- 編集 - 浦岡敬一
- 助監督 - 秀島康夫
- 製作担当 - 門司康子
- MA - 映広
- 現像 - 東映化学
- 製作者 - 手嶋茂喜
- プロデューサー - 榎本靖、飯島茂
- 製作 - 横山博人プロダクション、ワニブックス

## ロケ地
福岡県飯塚市（筑豊）